# Elsinoë bitancourtiana
Elsinoë bitancourtiana är en svampart som beskrevs av Thirum. 1946. Elsinoë bitancourtiana ingår i släktet Elsinoë och familjen Elsinoaceae.   Inga underarter finns listade i Catalogue of Life.